# Historia de Texas
La historia del territorio de Texas que forma parte de los Estados Unidos  comenzó en 1848, aunque el asentamiento humano en la región data de finales del periodo Paleolítico Superior, alrededor del año 10.000 a. C. Texas, nombre del territorio cuyo origen es el idioma español, ha sido parte de seis países independientes: España, Francia, México, la República de Texas, los Estados Confederados de América y los Estados Unidos. Desde la década de 1820, inmigrantes estadounidenses y europeos comenzaron  llegar al área; unidos por algunos texanos hispanos, se sublevaron contra México en 1836, alcanzando la independencia. Después de una década como país independiente, Texas se integró a la Unión (los Estados Unidos) en 1845. La renuncia por parte de México se obtuvo en 1848, mediante el Tratado de Guadalupe Hidalgo. La frontera oeste del estado se caracterizó por una ganadería vacuna a gran escala y cultivo de algodón. En el siglo XX creció rápidamente, convirtiéndose en el segundo estado más poblado en 1994, y volviéndose muy diversificado económicamente, con una creciente base en alta tecnología. El estado ha sido moldeado por las interacciones de las culturas sureña, texana de evidente carácter hispánico, amerindia, afroamericana y texana alemana.

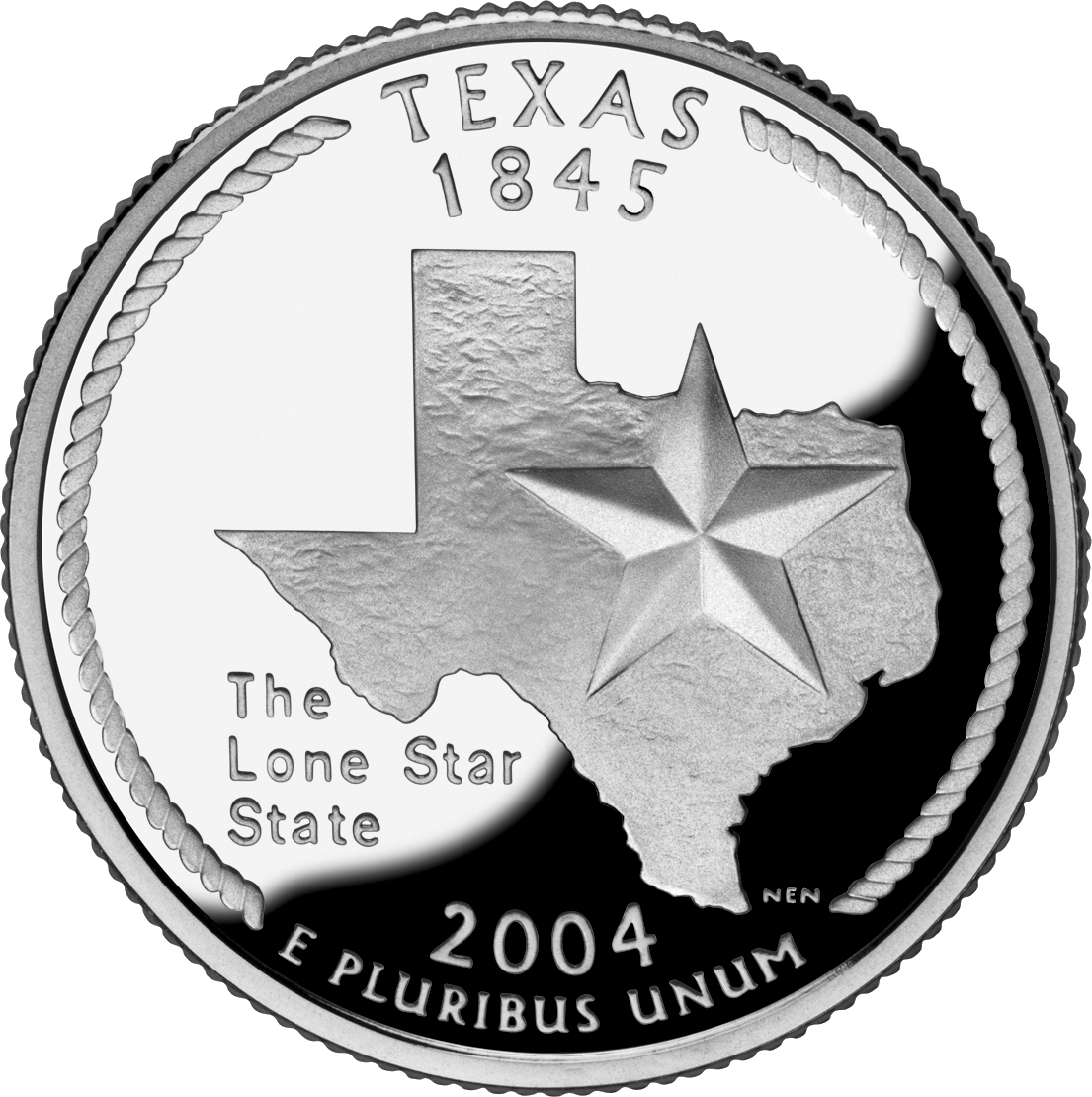
Moneda texana de 2004

## Historia de los nativos antes del contacto con los europeos
Texas se encuentra en la intersección de varias áreas culturales importantes de la América del Norte precolombina: el Suroeste, las llanuras del sur, los bosques del sureste y Aridoamérica. Entre los principales grupos precolombinos que tienen vínculos con Texas y que se conocen a partir de la historia oral, de la lingüística y de la arqueología indígenas, estarían:
- los anasazi, los ancentros de los indios pueblo, de la región del curso alto de lrío Grande, en el centro oeste de Texas;
- los constructores de montículos de la cultura misisipiana que se extendió por todo el valle del Misisipi y sus afluentes; la nación caddo se considera entre sus descendientes;
- los pueblos indígenas de Aridoamérica, considerando el sur y el oeste de Texas como parte de la región de Aridoamérica.[4] Algunas de estas tribus tenían conexiones comerciales y culturales con Mesoamérica, una región más densamente poblada en el actual México y América Central. La influencia de Teotihuacan, en México, alcanzó su punto álgido alrededor del año 500 d. C. y disminuyó entre los siglos VIII y X.

Los paleoindios que vivieron en Texas entre 9200 y 6000 a. C. pueden haber tenido vínculos con las culturas  Clovis y Folsom ; estos pueblos nómadas cazaban mamuts y bisontes gigantes utilizando atlatls (propulsores). Extraían sílex de Alibates de canteras de la región del panhandle de Texas.
A partir del IV milenio a. C., la población de Texas aumentó a pesar del cambio climático y de la extinción de los mamíferos gigantes. Muchos pictogramas de esta época, dibujados en las paredes de cuevas o en rocas, son visibles en el estado, incluso en Hueco Tanks y Seminole Canyon.
Los nativos americanos del este de Texas comenzaron a establecerse en aldeas poco después del año 500 a. C., donde se dedicaron a la agricultura y a la construcción de los primeros túmulos funerarios. Recibieron la influencia de la cultura misisipiana, que tenía importantes asentamientos en toda la cuenca del río Misisipi. En el área del Trans-Pecos, las poblaciones recibieron la influencia de la cultura Mogollón.
Las primeras cerámicas datan de alrededor del año 500 a. C.. En el este de Texas, la tradición de la cerámica de los chefuncte floreció entre el año 500 y el 100 a. C.. Los cazadores locales adoptaron arcos y flechas alrededor del siglo VIII, que reemplazaron al atlatl, un arma de largo alcance pero menos precisa. Los pueblos nativos cazaban bisontes para obtener comida, ropa, refugio y más. Importaban obsidiana de proveedores de México y de las Montañas Rocosas.

Territorios de algunas tribus nativas americanas en Texas (ca. 1500)

Después de que los exploradores españoles entraran en la zona, Texas quedó dividida en gran medida entre seis grupos culturales:
- los pueblos de habla caddoana, que ocupaban la zona que rodeaba toda el curso del río Red y, en el momento del contacto europeo, formaban cuatro confederaciones colectivas: los wichitas, los natchitoches, los hasinai y los kadohadocho;
- las tribus atakapa, incluidos los bidai, que se asentaban a lo largo de la región de la costa del Golfo;[8]
- tribus coahuiltecas (un grupo cultural principalmente del noreste de México), que se encontraban al sur de los atakapa, en la parte centromeridional de Texas: sijames, payayas, pastias, pajalat, aranamas, y unpunclieguts, un grupo asentado a lo largo de la costa del Golfo hasta el río Grande.
- los karankawa, que eran varios grupos nómadas independientes y estacionales que compartían un idioma y algo de cultura, asentadas también a lo largo de la costa del Golfo, principalmente en los valles inferiores del río Colorado y del río Brazos.[9]
- las tribus de los indios pueblo,[10] situadas en gran parte entre los ríos Grande y Pecos, que formaban parte de una extensa civilización de tribus que vivían en lo que ahora son los estados de Texas, Nuevo México, Colorado y Utah. Si bien los grupos ancestrales de los indios pueblo más septentrionales se enfrentaron a un colapso cultural debido a la sequía, muchas de las tribus del sur sobrevivieron hasta el presente;

- los pueblos apaches, al norte de los indios pueblo, que incluían varias tribus con lenguas distintas;[11]

Los comanches se establecieron en la región del panhandle de Texas a finales del siglo XVII, y luego expandieron sus territorios. Algunas tribus aliadas suyas fueron los kiowa y los tonkawa.
Los nativos americanos determinaban el destino de los exploradores y de los colonos europeos dependiendo de si eran una tribu amistosa o guerrera. Las tribus amistosas enseñaban a los recién llegados cómo cultivar los cultivos indígenas, cómo preparar sus alimentos y sus métodos de caza de la fauna salvaje. Las tribus guerreras hacían la vida difícil y peligrosa para los exploradores y colonos mediante sus ataques y la resistencia a la conquista europea. Muchos nativos americanos murieron de nuevas enfermedades infecciosas, que causaron altas tasas de mortalidad y perturbaron sus culturas en los primeros años de la colonización.
Hoy en día hay tres tribus nativas reconocidas federalmente que residen en Texas: las tribus alabama-coushatta, la tribu tradicional kikapú y la tribu Pueblo de Ysleta del Sur. Un remanente de la tribu choctaw en el este de Texas aún habita en la comunidad de Mt. Tabor, cerca de Overton.

## Exploración española temprana
El primer europeo que vio Texas fue en 1520 Alonso Álvarez de Pineda, que dirigía una expedición para el gobernador de Jamaica, Francisco de Garay. Mientras buscaba un paso entre el golfo de México y Asia, Pineda creó el primer mapa de la costa del Golfo septentrional. Este mapa es el documento registrado más antiguo de la historia de Texas.
Algunos miembros de la Expedición de Narváez, como Álvar Núñez Cabeza de Vaca y un número indeterminado de compañeros fueron los primeros europeos que desembarcaron en lo que hoy es territorio texano, en el extremo occidental de la isla de Galveston, el 6 de noviembre de 1528, cuando el bote en el que iban embarrancó debido a una tormenta. Entre 1528 y 1535, cuatro supervivientes de la esa expedición —Cabeza de Vaca, Castillo Maldonado, Dorantes de Carranza y su esclavo moro Estevanico— pasaron seis años y medio en Texas como esclavos y comerciantes entre diversos grupos indígenas. Cabeza de Vaca fue el primer europeo en explorar el interior de Texas.
En 1543, la expedición de Hernando de Soto en La Florida entró en Texas desde el este y se convirtió en la primera expedición de europeos en visitar a los caddo. En busca de una ruta terrestre hacia México, la expedición regresó al río Misisipi después de abandonar el territorio caddo y encontrar solamente tribus nómadas que no contaban con reservas de alimentos para sustentar a los españoles. 

## Texas francés (1684-1689)

Bandera de Francia (1638-1791).

Aunque los españoles habían enviado previamente un ejército simbólico a la frontera sur de lo que ahora es Texas, los primeros europeos establecidos en la parte principal y corazón de Texas fueron los franceses. No obstante, la presencia colonial de Francia fue breve. Después de explorar el interior del actual territorio de los Estados Unidos, René Robert Cavelier de La Salle regresó a la zona con una gran expedición diseñada para establecer una colonia francesa en el golfo de México, en la desembocadura del río Misisipi. Salieron de Francia en 1684 con cuatro barcos y 300 colonizadores. La expedición fue atacada por piratas, indios hostiles y tuvo una mala navegación. Un barco desapareció a causa de los piratas en las Antillas, otro se hundió en la entrada de la bahía de Matagorda, mientras que un tercero encalló. Lograron establecer el Fuerte de San Luis de Texas, cerca de la actual ciudad de Victoria, Texas.
La Salle dirigió un grupo a pie hacia el este en tres ocasiones para tratar de encontrar la ruta más corta entre Texas y el Misisipi. Durante la última de las búsquedas sus 36 seguidores restantes se amotinaron, y fue asesinado por 4 de ellos cerca del sitio de la actual Navasota, Texas. La colonia existió hasta 1688, cuando un grupo de indios karankawa masacró a los 20 adultos restantes y tomó 5 niños como prisioneros. Henri de Tonti envió algunas misiones de búsqueda en 1689 cuando se enteró de la suerte de la expedición, pero no logró llegar a ningún fuerte donde hubiera sobrevivientes.
A pesar del fracaso de su colonia en Texas, los franceses continuaron reclamando el territorio, incluso después de que los españoles llegaran y lo colonizaran. El periodo francés de la historia texana es conmemorado en el Sello del estado de Texas y como la primera (o a veces segunda) de las tradicionales "Seis banderas sobre Texas".

### Fechas importantes
- 1520: Alonso Álvarez de Pineda, un explorador español, se convirtió probablemente en el primer europeo en cartografiar la costa de Texas.
- 1528-1535: cuatro sobrevivientes de la expedición de Narváez, incluyendo a Álvar Núñez Cabeza de Vaca y Estebanico, pasaron seis años y medio en Texas como esclavos y comerciantes entre varios grupos nativos.
- 18 de febrero de 1685: La Salle estableció el Fuerte de San Luis en la bahía de Matagorda, reclamando de esta forma el territorio texano para Francia.
- 1688: cuando el cap. Antonio de León localizó con sus tropas el Fuerte Saint Louis, descubre que la colonia francesa había sido atacada por indígenas y que solo había 2 sobrevivientes.
- 1689: los franceses dejaron de tener presencia en Tejas, sin embargo el Rey de Francia continuaría reclamando que Tejas era parte de la Louisiana en los siguientes 60 años (hasta 1760).
- a partir de este año España inició el establecimiento de misiones franciscanas y presidios militares en Tejas, labor que se prolongó a lo largo del siglo XVIII.
- 1762: los franceses abandonan sus reclamos sobre Tejas debido a que entregaron la  Luisiana a España como compensación de guerra, conservando este inmenso territorio bajo su control (hasta 1801-1803).
- 1801: Luisiana es devuelta a Francia por parte de España, como parte del Tratado de San Ildefonso de 1800.
- 1803: Bonaparte decidió vender al Gobierno estadounidense la Luisiana para obtener recursos económicos que utilizaría en la guerra que tenía contra Inglaterra y los demás reinos de Europa, Compra de Luisiana de 1803.

## Texas español (1690-1821)

Bandera ultramarina del Imperio español.

La supresión de la colonia francesa, en 1689, realizada por el Cap. Antonio de León y la captura de los sobrevivientes, los que fueron enviados presos hasta la Ciudad de México, esta acción fue conocida en las diversas cortes de los reinos de Europa, fue desde luego una fuerte advertencia de que la Corona Española contaba con fuerzas armadas para impedir que otros europeos intentaran invadir su imperio. 
Por otro lado la Corona Española tomó mucho muy en serio esta intervención de los franceses en Tejas, por lo que se decidió refundar la villa que fue denominada como Santiago de la Monclova, en octubre de 1689 y así crear la Provincia de San Francisco de Coagüila, para contar con fuerzas en una posición geográfica más cercana a ese territorio, de hecho Tejas quedó bajo la administración del gobierno de esta Provincia, aunque no sería si no hasta el año de 1716 cuando se establecieron poblados españoles en Tejas.
Y si bien año después de lo sucedido, en 1690, los españoles entraron en Texas, para realizar expediciones de exploración con la finalidad de tratar de localizar asentamientos de comerciantes franceses o ingleses que estuviesen realizando intercambios de objetos manufacturados por pieles, dado que tenían mucha demanda en Europa, estas expediciones tenían por objeto el mantener a los franceses en Louisiana, lejos de la riqueza de la Nueva España. Así que Tejas se convirtió en una zona de "amortiguación" entre la Luisiana y el Imperio Español propiamente dicho, sin embargo el gran problema habría de ser que este territorio estaba escasamente poblado, mientras que se mantuvieron los reclamos de Francia que alegaba que Tejas era parte de la Lousiana, en tanto que España se mantuvo en la posición de que Tejas no formaba parte de la Louisiana... cabe señalar que este reclamo lo habría de retomar el Gobierno Norteamericano cuando adquirió el inmenso territorio de la Louisiana, reclamo que siguió siendo negado por la Corona Española.
El Tejas español duró de 1690 a 1821 cuando Tejas fue gobernada como colonia española separada de la Nueva España, conocida como el Territorio de Tejas. Cabe señalarse que el nombre original del Texas norteamericano fue "Tejas", derivado de una palabra o vocablo indígena que sonaba o se escuchaba en algo así como "tecsias", y del cual se dice que significaba "no entiendo" al responder así los primeros indígenas que tuvieron contacto con los españoles cuando éstos les hablaban en castellano, y su modificación a "Texas" por parte de los anglosajones se debió a que la letra "j" la pronuncia como una especie de "ye", de tal suerte que si hubiesen adoptado la palabra Tejas, ésta se pronunciaría como "Teyas", tal como ocurre con los nombres propios como John (yoni), Jeanne (yeni), Jimmy (yimi), así que los anglosajones se vieron obligados a utilizar la letra "x" para que Tejas siguiera sonando y escuchándose como Texas.
Este periodo se inició con la expedición del gobernador de Coahuila Antonio de León para destruir los restos de la colonia francesa de Fuerte de San Louis y establecer una presencia española en el área, y terminaría con la Independencia de México en 1821, creando el Tejas mexicano. 
Durante este periodo, Tejas fue parte de cuatro provincias en el Virreinato de la Nueva España (México Colonial): el área de El Paso estaba bajo la jurisdicción de Nuevo México, las misiones fundadas cerca de La Junta de los Ríos bajo la de Nueva Vizcaya, la región costera desde el río Nueces hasta el río Bravo y de ahí río arriba hacia Laredo bajo la jurisdicción de Nuevo Santander después de 1749, y Texas estaba inicialmente bajo una jurisdicción conjunta con la provincia de Coahuila. 
Poco más de tres siglos transcurrieron entre la época en que la costa de Texas fue vista por primera vez por un español en 1519 y el 21 de julio de 1821, cuando la bandera de Castilla y León fue izada por última vez en San Antonio. Esos 300 años se pueden dividir en tres etapas: la era de la exploración inicial, en la que hubo una evaluación preliminar de la tierra y sus recursos; el periodo de la absorción cultural, en el que los indígenas de Texas comenzaron a adquirir elementos culturales de España, al principio indirectamente de intermediarios indios y después directamente de los españoles en sí; y la época de la ocupación defensiva, en la que la presencia española en Texas estaba más dictada por las consideraciones internacionales que causada por el impulso de un imperio en expansión.
Durante la mayor parte del periodo del Tejas español, el área asumió una importancia geopolítica enormemente desproporcionada a su lugar demográfico o económico dentro del Imperio español. Durante el periodo inicial de la expansión española en Texas, el Imperio comenzó a fundar una serie de misiones para establecer un punto de apoyo en esta tierra fronteriza. 
Debido a que los entornos texanos eran relativamente desconocidos o no estudiados más allá de los reportes hechos durante el periodo conquistador temprano, la expansión española sirvió tanto para delimitar la extensión de su poder como para colonizar el área. Un sistema de misiones-presidios fue establecido en las actuales zonas de San Antonio, La Bahía, Los Adaes, El Paso, Loredo, Nagodoches y San Luis de las Amarillas. La expansión inicial a comienzos del siglo XVIII se encontró con contratiempos inmediatos, cuando durante la Guerra de la Cuádruple Alianza en Europa las hostilidades se propagaron hasta el Nuevo Mundo y las tropas francesas de Natchitoches (en Luisiana) capturaron brevemente la capital de Texas, Los Adaes, en lo que actualmente es el noroeste de Luisiana. 
Después de estos inconvenientes, el Presidio fue San Luis de las Amarillas, aunque fortalecido y mantenido por varios años, tuvo que ser abandonado en 1770 debido a las depredaciones indígenas y la viabilidad económica. Así, los esfuerzos españoles por la expansión en Texas durante los años de 1731 a 1762 fallaron, excepto en La Bahía, San Antonio de Béxar, y a lo largo del río Grande. Las misiones y los presidios, a pesar de todo, habían fracasado claramente al norte de San Antonio.
El Texas español fue consolidado sobre tres centros primarios. La más antigua y mayor de las comunidades coloniales en Texas fue San Antonio de Béxar. En sus ochenta años de historia el asentamiento había evolucionado de un complejo misión-presidio al primer municipio cartografiado y finalmente a la capital provincial. Su población de aproximadamente 2.000 habitantes estaba compuesta principalmente por colonos mexicanos de Coahuila, Nuevo León y otras provincias fronterizas mezclados con un pequeño número de personas de las islas Canarias. Después de que Estados Unidos adquiriera Luisiana, un refuerzo de la presencia militar española en Texas resultó en la transferencia de la Segunda Compañía de San Carlos de Parras (la compañía del Álamo de Parras) a San Antonio, donde fue establecida en 1803 en la misión de San Antonio de Valero, que había sido previamente cerrada. Otras unidades procedentes de Nuevo Santander y Nuevo León incrementaron la población a más de 3.000 habitantes para 1810.
El centro secundario del poder colonial español, La Bahía (hoy en día Goliad), era el segundo asentamiento más antiguo en la provincia. Fue originalmente establecido en 1721 en el sitio del Fuerte de San Luis de La Salle, después fue trasladado en 1749 al río San Antonio, donde el presidio y dos misiones tenían la tarea de proteger la costa de Golfo texana contra las invasiones extranjeras. En 1803 la población del asentamiento de aproximadamente 618 soldados y civiles continuó viviendo bajo jurisdicción militar.
El tercer centro de poder español y el que tenía el control español más limitado estaba al noreste, cerca de la frontera con Luisiana. El noreste de Texas había sido tradicionalmente una comunidad de colonos ingleses, franceses y españoles que habían establecido el Presidio de Las Adaes como la primera capital de Texas. Sin embargo, esta zona estaba incluso más alejada de la Ciudad de México que San Antonio de Béxar. Consecuentemente, el área fue degradada en el estatus colonial y por un edicto Imperial se les ordenó a los colonizadores abandonarla. 
El virrey finalmente permitió el reasentamiento del este de Texas, pero no consentía la construcción cerca de Natchitoches, Luisiana. Aun así, los refugiados en San Antonio tomaron cualquier concesión como algo alentador. En agosto de 1774 fundaron el asentamiento de Bucareli en el río Trinidad, en el sitio del actual Condado de Madison. El pueblo había atraído 347 habitantes para 1777, pero fue azotado por las inundaciones y las incursiones comanches. Sin autorización, la población se movió de nuevo en 1779 a Nacogdoches. El nuevo poblado comenzó a ser guarecido en 1795 por un destacamento de Béxar como señal de la futura consolidación de los intereses de San Antonio sobre la provincia. Para los inicios del siglo XIX, el establecimiento estaba atrayendo un creciente número de inmigrantes, legales o no, de la frontera angloamericana.
Para finales del siglo XVIII Texas permaneció como un territorio escasamente poblado, muy dependiente de las fuerzas militares y continuamente expuesto a los ataques de los indígenas que se resistían a la soberanía española en la región. Los esfuerzos de la Corona durante gran parte del siglo XVIII para incrementar la pequeña población y de esta forma mejorar la viabilidad de la provincia en general resultaron infructuosos. 
La población se mantuvo como una mezcla de indígenas hispanizados concentrados en las misiones, soldados españoles y novohispanos con sus familias, oficiales coloniales españoles y sus familias, y varias comunidades de colonizadores franceses, británicos, italianos, alemanes y estadounidenses que habían sido asimilados dentro del sistema español. 
Después, en los primeros años del siglo XIX, España se enfrentó de nuevo a los esfuerzos conjuntos de sus rivales, ahora incluyendo a los Estados Unidos, para arrancarle partes importantes de su imperio norteamericano. Las relaciones con los Estados Unidos se habían vuelto peligrosamente cercanas a la guerra sobre los derechos de navegación en el río Misisipi y la expansión de los asentamientos fronterizos angloamericanos hacia las Floridas españolas. La adquisición obligada de Luisiana por parte de Napoleón en 1800 y la subsecuente venta del vasto territorio a los Estados Unidos en 1803 dejó a la Norteamérica española dividida y vulnerable.
La información de censos más completa para el Texas español a principios del siglo XIX data de 1804, el primer año después de la venta de Luisiana a los Estados Unidos. Es posible que esta cuenta sistemática resultara de la necesidad de evaluar la fuerza y números de los españoles y la población hispanizada frente a los agresivos estadounidenses del este. Las siguientes cifras de población fueron compiladas entre enero y diciembre de 1804:
| Asentamiento                                    | Habitantes |
| ----------------------------------------------- | ---------- |
| Nacogdoches                                     | 789        |
| Compañía Presidial de San Antonio de Béxar      | 413        |
| Misión de San Juan Capistrano                   | 74         |
| Misión de San Antonio de Valero                 | 121        |
| Presidio de La Bahía                            | 399        |
| Compañía Presidial de La Bahía                  | 301        |
| Misión de La Bahía, Rosario y Refugio           | 224        |
| Misión de San Francisco de la Espada            | 107        |
| Villa San Fernando de Béxar y Presidio de Béxar | 1.177      |
| Total                                           | 3.605      |

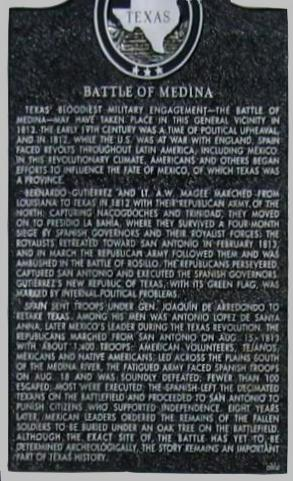
Lugar de la Batalla de Medina, cerca de Leming (Texas), al sur de la antigua capital de San Antonio (Texas)

Este censo solo incluye a la población hispano hablante, integrada por labradores, criadores de ganados mayor y menor, comerciantes y unos pocos artesanos tales como carpinteros, sastres, tejedores de telas de algodón y lana (en pequeña escala, al nivel de tener telares en sus hogares, junto con algos barberos, herreros, zapateros, panaderos, carniceros, elaboradores de aguardientes, lo mismo que gañanes que tenían conocimientos en el cultivo de árboles frutales y hortalizas, junto con pastores de ovejas y cabras, vaqueros que cuidaban reses, caballos, y algunos otros como elaboradores de quesos de leche de vaca y cabra. Así como artesanos especializados en la elaboración y reparación de armas de los milicianos y vecinos de los diversos asentamientos y presidios, más los escasos empleados de gobierno, junto con los frailes franciscanos que atendían a los indígenas amigos en las misiones, ya dándoles mantas de algodón y lana y telas para su uso en vestimenta, con el proceso de cristianización.
Estas cifras no incluyen a los indígenas que obviamente no vivían en dichos asentamientos, aunque si entraban y salían de éstos en forma libre, en tanto que llevaban pequeñas intercambios comerciales, pero que seguían viviendo en sus campamentos o rancherías, y que de alguna forma eran aliados de los mexicanos, y de hecho de los españoles en su momento, al grado de estos indios los auxiliaban como guerreros o guías cuando los españoles hacían incursiones armadas contra los “indígenas enemigos” que seguían oponiéndose a la presencia de los mexicanos; tampoco se  incluyeron en estos censos a los esclavos de origen africano o sus descendientes, como los mulatos, respecto a estos últimos el historiador Randolph B. Campbell ha comprobado que realmente no había esclavos en Tejas, si acaso algunos pocos durante el tiempo del Gobierno Español y hasta los años previos de la Guerra de Independencia de México. En este sentido fueron los anglosajones procedentes de Estados Unidos quienes llegaron a colonizar Tejas, entre 1825 y 1835, trayendo con ellos a sus esclavos, lo que provocó problemas legales con las autoridades de Coahuila y Tejas, las que les prohibieron tener esclavos, ya que la Ley de Colonización y la Constitución Federal de 1824 prohibía que hubiese esclavos en territorio mexicano… ante esta situación se tiene que los inmigrantes anglosajones recurrieron al recurso legaloide de presentar “contratos laborales”, que obviamente eran falsos, entre ellos y sus esclavos, al presentarlos como trabajadores suyos, así evadirían lo establecido por la Ley Mexicana en ese asunto.
En tanto que esta escasa población de mexicanos descendientes de los españoles apenas sobrevivía en algunos lugares de Tejas, se tiene que muy por el contrario vivían en el territorio, y tierras adyacentes a la Provincia, los miembros de las diversas naciones de indios nómadas o seminómadas, que se pueden estimar en que eran de alrededor de 20 de ellas, con lo cual estos indígenas sumarían alrededor de 15 mil personas, si no es que más, finalmente se debe mencionar que los colonos anglosajones, y cierta cantidad de inmigrantes europeos, terminarían siendo para el año de 1835 de alrededor de unas 70 mil personas, quienes terminaron apoderándose de Tejas y con ello provocar la separación política alegando que en México gobernaba un gobierno tiránico.
Así que la situación sociopolítica y económica del "Texas Español" de inicios del siglo XIX no era muy prometedora, pues seguían sus habitantes sufriendo intentos de invasiones extranjeras, de la presión del Gobierno Norteamericano al Gobierno Mexicano ofreciéndole comprar Tejas, más los asaltos de los indígenas enemigos, problemas climáticos, que junto a las actividades insurreccionales contribuyeron a un colapso demográfico y económico. 
Ante ello, y en un momento las desesperadas autoridades españolas habían considerado erróneamente que la colonización con extranjeros habría de contribuir al desarrollo del territorio, con solamente el poblar con más gente la provincia, pero lejos de solucionar los problemas, esto produjo más problemas para las autoridades mexicanas que pronto las reemplazarían. En los años que siguieron a la Compra de Luisiana y la adquisición de Nueva Orleans por los Estados Unidos, los pobladores estadounidenses habían comenzado a moverse hacia el Oeste dentro del territorio reclamado a los mexicanos. 
Muchos de los migrantes eran filibusteros activos, que buscaban una anexión a largo plazo del área por parte de los Estados Unidos. En 1812 y 1813, la expedición Gutiérrez-Magee intentó separar a Texas de Imperio español. En respuesta, el virrey español en México ordenó el envío del regimiento de Veracruz y de Extremadura a derrotar a los insurgentes texanos y estadounidenses que fueron derrotados completamente en la batalla de Medina, la batalla más sangrienta ocurrida en el territorio de Texas hasta la actualidad, aniquilando al ejército rebelde de texano-estadounidense. El resultado fue la pacificación y reconquista de Texas, lo que lo dejó las fronteras del territorio a los de principios del siglo XVIII, disputadas por el gobierno de los Estados Unidos de América que alegaban la compra hecho de Luisiana a Napoleón Bonaparte también incluía supuestamente Texas.
La ininterrumpida ocupación española de Texas (1716-1821) duró solamente 105 años. No obstante, los legados del Texas español aún son duraderos y significantes. En reflexión parecen fuera de proporción al relativamente bajo número de españoles e indígenas hispanizados que se convirtieron en la nación mexicana en 1821. Tal vez más evidente, aunque superficial en importancia, es el uso de nombres españoles por cientos de pueblos, ciudades, condados y zonas geográficas en Texas. San Antonio, el primer municipio formal en Texas, es una de las diez ciudades más grandes en los Estados Unidos. Cuarenta y dos de los 254 condados en Texas tienen nombres o españoles o derivaciones anglicanizadas tales como Galveston, o mal deletreados como Uvalde. Los nombres de algunos accidentes geográficos como Llano Estacado, Montañas Guadalupe e Isla Padre sirven como recordatorio de los exploradores y conquistadores españoles que cruzaron porciones de Texas mucho antes de que los ingleses se establecieran en la costa del Atlántico de Norteamérica. Los españoles introdujeron numerosos cultivos europeos, la irrigación en San Antonio y otros sitios misioneros, además del ganado y técnicas de crianza de este. La agricultura, inicialmente practicada por algunos grupos de indígenas en Texas, fue de la misma forma expandida y mejorada por los misioneros y colonos españoles. Las misiones restauradas en San Antonio y Goliath permanecen como perdurables monumentos para los franciscanos que trajeron la religión católica a los indígenas texanos. Con la excepción de aquellos hallados en California, los más finos ejemplos de arquitectura misionera española en los Estados Unidos se encuentran en Texas.

### Fechas importantes
- El conquistador español Álvar Núñez Cabeza de Vaca fue el primer europeo que pisó territorio texano el 6 de noviembre de 1528.
- 1690: Alonso de León cruza el río Bravo para establecer la misión de San Francisco de los Tejas en el este de Texas, abriendo efectivamente la porción del Viejo Camino de San Antonio del Camino Real — una de las carreteras continuamente usadas más viejas en los actuales Estados Unidos de América.
- 1700-1799: España establece misiones católicas en Texas durante todo el siglo XVIII.

## Texas mexicano (1821-1836)

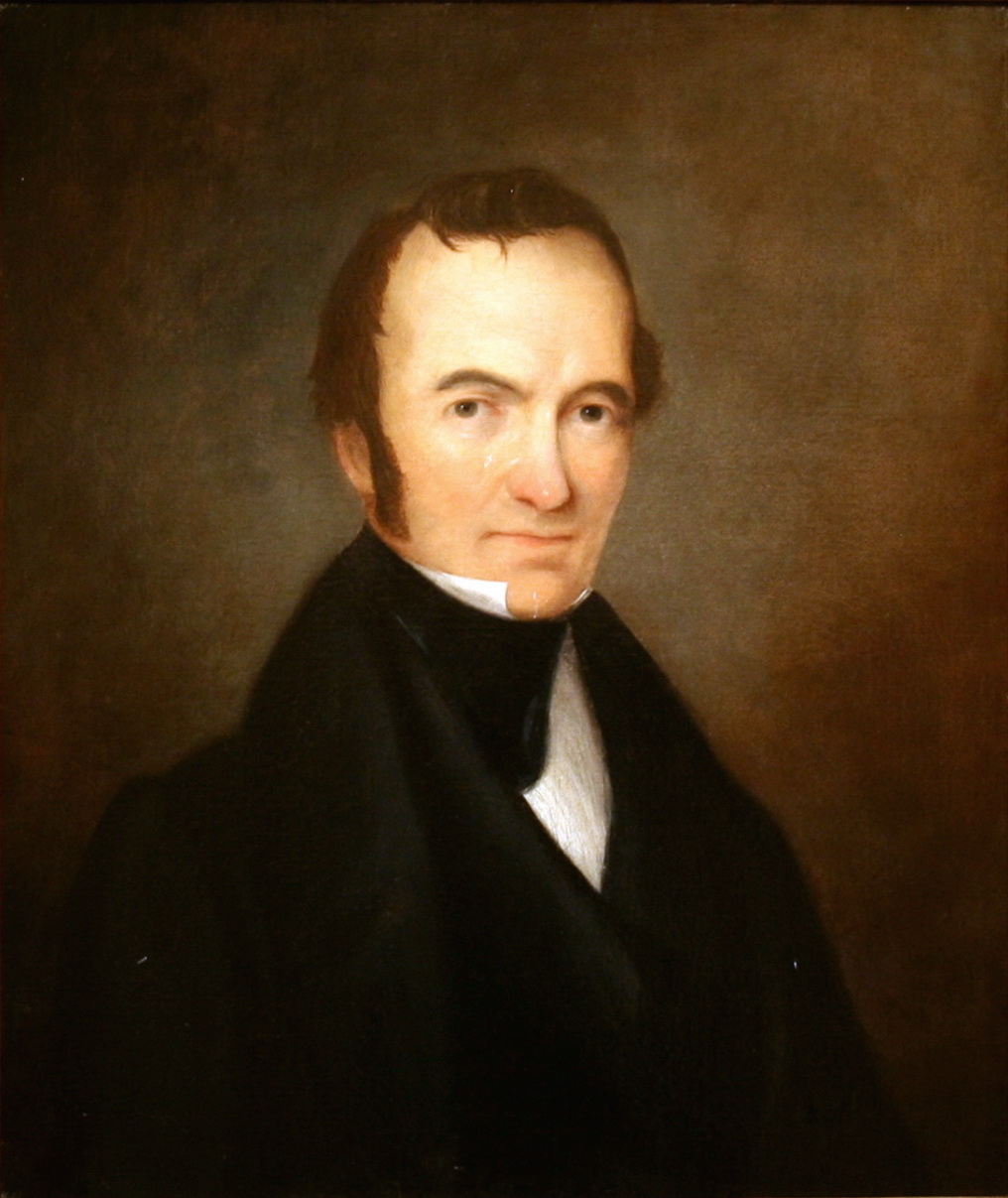
Stephen F. Austin, el "Padre de Texas".

"Texas mexicano" es el nombre dado por los historiadores norteamericanos al breve periodo entre 1821 y 1835 cuando Texas fue parte de México, como parte del Estado de Coahuila y Texas. El periodo comienza con la victoria de México sobre España en su Guerra de Independencia en 1821 y termina con la Declaración de Independencia de Texas sobre México en 1836, formando la República de Texas.
Un problema del Texas mexicano era el de la reducida población texana y la hostilidad de los indígenas texanos a ser parte de los mexicanos, cuya acción eran los diversos movimientos independentistas de los mexicanos texanos. Las zonas del río Bravo y el Sur de Texas han tenido una larga y turbulenta historia de movimientos independentistas por la población mexicana local, a causa de prácticas anticonstitucionales y dictatoriales por parte del gobierno central mexicano. El norte y este de Texas, mientras tanto, permanecieron en manos de las tribus nativas americanas, algunas de las cuales eran hostiles ante los españoles y más tarde ante el gobierno mexicano.
En la década de 1820, la población de Texas era muy escasa y el gobierno mexicano tenía dificultades para atraer mexicanos al área. De esta forma, a fin de poblar y desarrollar la zona, México buscó pobladores en Europa y especialmente en el vecino país de Estados Unidos. Cuando México llegó a un acuerdo con Stephen F. Austin, permitió que varios cientos de familias estadounidenses se mudaran a la región. Miles de pobladores adicionales pronto llegaron a Texas. Cuando México abolió la esclavitud en todo el país, algunos inmigrantes de los Estados Unidos se negaron a cumplir la ley. Esto se sumó a las quejas acerca del tenso control político y económico sobre el territorio por el gobierno central en la Ciudad de México, que esperaba que sus ciudadanos fueran miembros de la Iglesia Católica, mientras que los pobladores estadounidenses eran protestantes.
En 1835, el presidente de México Antonio López de Santa Anna abolió la Constitución de 1824 y buscó centralizar el poder nacional en la Ciudad de México. Esto causó muchos conflictos políticos a través de México, un ejemplo de esto fue la rebelión y masacre resultante en Zacatecas. Como resultado, los esfuerzos del nuevo gobierno por endurecer el control político y económico sobre el territorio de Texas sólo despertaron los ánimos de los pobladores texanos extranjeros y locales, ocasionando la Revolución de Texas.

### Fechas importantes
- 3 de enero de 1823: Stephen F. Austin comienza una colonia de 300 familias a lo largo del río Brazos en el actual Condado de Fort Bend y Condado de Brazoria, centrado principalmente en el área de lo que hoy es la ciudad de Sugar Land. Este grupo fue conocido como los Viejos Trescientos.
- 26 de junio de 1832: la Batalla de Velasco resulta en las primeras bajas de la creciente Revolución de Texas.
- 1832–1833: Las "Convenciones" de 1832 y 1833 responden al creciente descontento ante las políticas del gobierno mexicano. Las leyes que más irritaron a los texanos incluyeron la prohibición mexicana de la esclavitud, el desarme obligatorio de los pobladores texanos y la expulsión de los inmigrantes ilegales provenientes de los Estados Unidos de América. El ejemplo de la supresión de los disidentes en Zacatecas por las fuerzas centralistas también inspiró temor hacia el gobierno mexicano.

## República de Texas (1836–1845)

Bandera Burnet (1836–1839).

La primera declaración de independencia para el Texas moderno, tanto por pobladores anglo-texanos como por texanos locales, fue firmada en Goliad el 20 de diciembre de 1835. La Declaración de Independencia de Texas fue promulgada en Washington-on-the-Brazos el 2 de marzo de 1836, creando efectivamente la República de Texas.
Cuatro días después, la Batalla de El Álamo, de dos semanas de duración, terminó cuando las fuerzas del general mexicano Antonio López de Santa Anna derrotaron a los cerca de 200 texanos que defendían la pequeña misión que finalmente se convertiría en el centro de la ciudad de San Antonio. "Remember the Alamo!" ("¡Recuerden El Álamo!") se convirtió en el grito de guerra de la Revolución de Texas. La Batalla de San Jacinto se realizó el 21 de abril de 1836 cerca de la localización actual de la ciudad de Houston. La fuerza entera del General Santa Anna de 1600 hombres murió o fue capturada por el ejército del General de Texas Sam Houston, de 800 hombres; sólo 9 texanos murieron. Esta decisiva batalla resultó en la independencia de Texas sobre México. Sam Houston, nativo de Virginia, fue presidente de la República de Texas por dos periodos separados, de 1836 a 1838 y de 1841 y 1844. También fue gobernador del estado de Texas de 1859 a 1861 cuando este ya se había incorporado a los Estados Unidos.
El primer Congreso de la República de Texas se reunió en octubre de 1836 en Columbia (ahora West Columbia). Stephen F. Austin, conocido como el "Padre de Texas", murió el 27 de diciembre de 1836, después de servir por dos meses como Secretario de Estado para la nueva República. Ese mismo año, cinco sitios sirvieron como capitales temporales de Texas (Washington-on-the-Brazos, Harrisburg, Galveston, Velasco y Columbia) antes de que Sam Houston trasladara la capital a Houston en 1837. En 1839, la capital fue reubicada al nuevo pueblo de Austin.

La República de Texas (en amarillo) de 1836 a 1845. El territorio disputado entre la República y México aparece en verde.

Las políticas internas de la República estuvieron basadas en los conflictos entre dos facciones. La facción nacionalista, encabezada por Mirabeau B. Lamar, abogaba por la continua independencia de Texas, la expulsión de los nativos americanos y la expansión de Texas hacia el Océano Pacífico. Sus oponentes, encabezados por Sam Houston, peleaban por la anexión de Texas a los Estados Unidos y la coexistencia pacífica con los nativos americanos. La primera bandera de la República fue la "Bandera Burnet" (una estrella dorada sobre un campo azul), seguida poco tiempo después por la adopción oficial de la "Bandera de la Estrella Solitaria". La República recibió reconocimiento diplomático de los Estados Unidos, Francia, el Reino Unido, los Países Bajos y la República de Yucatán.
En Londres, Inglaterra, la Embajada original de la República de Texas aún existe. Justo frente al Palacio de St. James, la Embajada original de Sam Houston de la República de Texas para la Corte de Su Majestad es actualmente una tienda de sombreros, pero se encuentra claramente señalada con una gran placa.

### Fechas importantes
- 1835: Comienza la invasión de Texas por Estados Unidos. A inicios de este año Stephen F. Austin anuncia que sólo la guerra con México podría asegurar la libertad texana.
- 2 de octubre de 1835: Los texanos combaten contra un destacamento de caballería mexicano en el pueblo de Gonzales, con lo que comienza la Revolución.
- 28 de octubre de 1835: En la Batalla de Concepción, 500 filibusteros mandados por Estados Unidos derrotan a 250 mexicanos en una clara intervención.
- 2 de marzo de 1836: La Convención de 1836 firma la Declaración de Independencia de Texas, claramente con la intención de separarse de México.
- 6 de marzo de 1836: Un ejército mexicano (de entre 1200 y 1800 hombres) sitia aproximadamente a 250 texanos, comandados por William B. Travis, en El Álamo de San Antonio. El sitio de trece días resulta en la muerte de todos los defensores, incluyendo a Davy Crocket (este ejecutado después de la batalla), Jim Bowie y Travis.
- 27 de marzo de 1836: Por orden del General Antonio López de Santa Anna, los mexicanos ejecutan a James Fannin y cerca de 400 texanos más en la masacre en Goliad.
- 21 de abril de 1836: Aparentemente habiendo aplacado a la rebelión de Texas, el General Santa Anna divide a sus fuerzas. Las fuerzas directamente bajo el comando de Santa Anna avanzaron a San Jacinto en persecución de los rebeldes fugados. Comandados por Sam Houston, los texanos ganan su independencia en una de las batallas más decisivas de la historia cuando derrotan a las fuerzas mexicanas de Santa Anna en la Batalla de San Jacinto. El ejército de Houston de 800 hombres mató o capturó a toda la fuerza mexicana de 1600 hombres, sufriendo sólo 9 bajas. Santa Anna pasa a ser capturado.
- 14 de mayo de 1836: los oficiales de la República de Texas y el General Santa Anna firman el Tratado de Velasco.
- 1836: Cinco ciudades (Washington-on-the-Brazos, Galveston, Harrisburg, Velasco, y Columbia) sirvieron como capitales provisionales de Texas antes de que esta fuera establecida en Houston por Sam Houston en 1837.
- 1839: Austin es elegida para convertirse en la capital de la República de Texas.
- 5 de marzo de 1842: Una fuerza mexicana de más de 500 hombres, comandada por Rafael Vásquez, invade Texas por primera vez desde la revolución. Pronto se regresaron hacia el río Bravo después de ocupar brevemente San Antonio.
- 11 de septiembre de 1842: 1.400 soldados mexicanos, liderados por Adrián Woll, capturan San Antonio de nuevo. Se regresaron, como antes, pero esta vez con prisioneros.

## Estado de Texas

La "Bandera de la Estrella Solitaria", actual bandera del estado de Texas, usada desde que se estableció la República de Texas.

El 28 de febrero de 1845, el Congreso de los Estados Unidos aprobó la ley que autorizaría a los Estados Unidos la anexión de la República de Texas y el 1 de marzo el presidente John Tyler firmó esta misma ley. La legislación estableció la fecha de la anexión para el 29 de diciembre de ese año. El 13 de octubre del mismo año, la mayoría de los votantes en la República aprobaron una constitución propuesta que específicamente endosaba la esclavitud y el tráfico de esclavos. Esta constitución más tarde fue aceptada por el Congreso de los Estados Unidos, convirtiendo a Texas en un estado de los Estados Unidos de América el mismo día que la anexión tomó efecto (de esta forma saltándose un estatus previo como territorio). Uno de los motivos primarios de la anexión fue que el gobierno de Texas había incurrido en grandes deudas que los Estados Unidos habían aceptado asumir en la anexión. En el Acuerdo de 1850, a cambio de esta adquisición de la deuda de $10 millones, una gran porción del territorio reclamado por Texas, ahora partes de Colorado, Kansas, Oklahoma, Nuevo México y Wyoming fue cedido al gobierno federal.
La resolución de la anexión ha sido el tema de algunas creencias históricas incorrectas — principalmente, que la resolución fue un tratado entre estados soberanos, y otorgó a Texas el derecho explícito de separarse de la Unión. Este fue un derecho argumentado por algunos de ser implícitamente poseído por todos los estados de esa época, y hasta la conclusión de la Guerra Civil. Sin embargo, tal derecho no estaba explícitamente enumerado en la resolución. Habiendo dicho esto, la resolución incluía dos propuestas únicas: primero, le dio al nuevo estado de Texas el derecho de dividirse a sí mismo hasta en cinco estados (una propuesta que nunca fue considerada seriamente). Segundo, Texas no tenía que entregar sus tierras públicas al gobierno federal. De esta forma las únicas tierras que son propiedad del gobierno federal en Texas han sido compradas por este, y los vastos descubrimientos de petróleo en las tierras del estado han proveído un gran flujo de ingresos para las universidades del Estado.

### Fechas importantes
- 28 de febrero de 1845: el Congreso le transfiere la resolución de la anexión al presidente Tyler y este la firma para anexar Texas, si Texas acepta.
- 13 de octubre de 1845: los votantes texanos aceptan la anexión.
- 29 de diciembre de 1845: Texas ingresa a la Unión como estado.
- 9 de septiembre de 1850: el Acuerdo de 1850 ajusta las fronteras y Estados Unidos asume las deudas de Texas por $10 millones. Partes de Colorado, Kansas, Nuevo México, Oklahoma y Wyoming están involucradas.
- 1 de febrero de 1861: la "Convención de Secesión" se reunió y votó 171 contra 6 para mandar una ordenanza de secesión a la gente.

## Guerra Civil y Reconstrucción: 1860-1876
Texas se separó de los Estados Unidos el 1 de febrero de 1861, y se unió a los Estados Confederados de América el 2 de marzo de ese mismo año. Texas era básicamente una "estado de abastecimiento" para las fuerzas Confederadas hasta mediados de 1863, cuando la toma del río Misisipi por parte de la Unión hizo que grandes movimientos de hombres, caballos o ganado fueran imposibles. Los regimientos texanos pelearon en cada disputa importante durante la Guerra.
La última batalla de la Guerra Civil, la batalla de Palmito Ranch, se llevó a cabo en Texas el 12 de mayo de 1865.
Clampitt (2005) sugiere que los soldados Confederados del Ejército de Trans-Misisipi en Texas después del colapso de la Confederación en abril de 1865 eran indisciplinados. Debido a la baja moral, falta de disciplina, y un gran número de deserciones, los regimientos disueltos y desertores saquearon al gobierno y a la propiedad privada de regreso a sus hogares. Además, una escasez de participación en las campañas más largas de la guerra, un sentimiento de que su sacrificio había sido un desperdicio, y el hecho de que no se les había pagado en más de 16 meses hicieron que los antiguos soldados se sintieran con el derecho de tomar la propiedad del gobierno (no obstante, la mayoría de los soldados texanos, siendo de un "estado abastecedor", se comportaron bien en los ejércitos tal como el Ejército de Virginia del Norte de Lee).

### Reconstrucción
Cuando las noticias acerca del colapso de la Confederación llegaron a Galveston, el 19 de junio de 1865, los esclavos liberados se regocijaron, creando la celebración del Juneteenth, también conocida como Día de la Libertad o Día de la Emancipación. El Estado había sufrido poco durante la Guerra pero el comercio y las finanzas estaban estancados. Los furiosos veteranos que regresaban se hicieron con la propiedad del Estado y Texas atravesó un periodo de extensiva violencia y desorden. La mayoría de estas atrocidades tuvieron lugar en el norte de Texas y fueron cometidas por forajidos que tenían sus cuarteles en el Territorio Indio y saqueaban y asesinaban sin distinción de bando. El presidente Andrew Johnson designó al general de la Unión A. J. Hamilton como gobernador provisional el 17 de junio de 1865. Hamilton había sido un político prominente antes de la guerra. Le otorgó la amnistía a los ex-Confederados si prometían apoyar a la Unión en el futuro, asignando a algunos ciertos cargos. El 30 de marzo de 1870, aunque no cumplía con todos los requisitos, el Congreso estadounidense readmitió a Texas en la Unión.

### Fechas importantes
- 23 de febrero de 1861: en la elección a nivel estatal de la ordenanza de secesión, los texanos votan por separarse de la Unión con 46.129 votos a favor y 14.697 en contra (una mayoría del 76%). La Convención de Secesión inmediatamente organizó un gobierno, reemplazando a Sam Houston cuando se negó a jurar lealtad a la Confederación.
- 1 de agosto de 1862: las tropas confederadas matan a 34 texanos-alemanes a favor de la Unión en la "Masacre de Nueces".
- 19 de junio de 1865: las tropas de la Unión llegan a Galveston, Texas poniendo en efecto la Proclamación de Emancipación, que abolió la esclavitud.
- 30 de marzo de 1870: el Congreso de los Estados Unidos readmite a Texas en la Unión.

## Disputa fronteriza con Nuevo México
La creación del Territorio de Nuevo México en 1850 estableció la frontera con el estado de Texas en el río Bravo. Entre ese año y 1912, cuando Nuevo México pasó a ser un Estado, el curso del río había cambiado. Un caso de disputa fronteriza fue presentado ante la Suprema Corte de los Estados Unidos en 1913. La Corte resolvió el asunto en 1927 determinando el curso que tenía el río en 1850, lo que concordaba en gran medida con los reclamos de Texas.

## Texas en prosperidad, depresión y guerra: 1914-1945
Anthony Francias Lucas, un experimentado ingeniero minero, excavó el primer gran pozo petrolero en Spindletop, la mañana del 10 de enero de 1901, en la pequeña colina al sur de Beaumont, Texas. El Campo Petrolero del Este de Texas, descubierto el 5 de octubre de 1930, se localiza en la parte centro-este del estado, y es la más grande y prolífica reserva de petróleo en los Estados Unidos. Otros campos petroleros fueron descubiertos más tarde en el oeste de Texas y bajo el golfo de México. El "Boom Petrolero" resultante transformó permanentemente la economía de Texas, y llevó a la primera expansión económica significante posterior a la Guerra Civil.
La economía, que había experimentado una importante recuperación desde la Guerra Civil, fue atacada por un doble golpe por parte de la Gran Depresión y el Dust Bowl (Tazón de polvo). Después de la quiebra del mercado de acciones en 1929, la economía sufrió reveses significativos y miles de trabajadores de las ciudades se vieron desempleados, muchos de los cuales dependían de programas de ayuda federales como el FERA (Federal Emergency Relief Administration, Administración Federal de Ayuda de Emergencia), el WPA (Work Progress Administration, Administración del Progreso del Trabajo) y el CCC. Los agricultores y ganaderos se vieron especialmente dañados, ya que los precios del algodón y el ganado cayeron estrepitosamente. Comenzando en 1934 y hasta 1939, un desastre ecológico de vientos severos y sequías causó un éxodo de Texas y Arkansas, la región occidental de Oklahoma y las llanuras circundantes, en las que más de 500.000 personas se encontraban sin hogar, con hambre y desempleadas. Miles dejaron estas regiones para siempre a fin de buscar oportunidades económicas en la Costa Oeste. Inmediatamente antes de y durante la Segunda Guerra Mundial, las bases militares existentes en Texas fueron expandidas y numerosas nuevas bases de entrenamiento fueron construidas, especialmente para el entrenamiento en aviación. Cientos de miles de soldados, marineros y pilotos estadounidenses (y de los países aliados) se entrenaron en este estado. Todos los sectores de la economía se desarrollaron ya que el frente civil prosperó.

### Fechas importantes
- 8 de septiembre de 1900: Un huracán de categoría 4 azota Galveston, matando a un estimado de 8.000 personas y destruyendo a la ciudad y su economía.
- 10 de enero de 1901: en Sindletop comienza el auge petrolero de Texas.

## Texas contemporáneo: 1945-presente
Desde 1950 y a través de los años 1960, Texas se modernizó y expandió dramáticamente su sistema de educación superior. Bajo el mandato del Gobernador John B. Connally, el estado produjo un plan a largo plazo para la educación superior, una distribución más racional de los recursos, y un equipo estatal que manejara las instituciones estatales con gran eficiencia. Debido a estos cambios, las universidades de Texas recibieron fondos para la investigación y el desarrollo durante las administraciones de John F. Kennedy y Lyndon B. Johnson.